# Протести за право на мирні зібрання в Україні (2010—2013)
Протести за право на мирні зібрання в Україні в 2010—2013 роках — широкомасштабні громадянські протести проти законодавчого обмеження свободи мирних зібрань в Україні, які тривали в часи президентства Віктора Януковича. Почалися у травні 2010 року як реакція на спроби подати на ухвалення у другому читанні законопроєкт № 2450 «Про порядок організації і проведення мирних заходів». Пізніше — проти схожих за змістом законопроєктів № 0918 та № 2508а.

## Передумови
Проєкт закону № 2450 «Про порядок організації і проведення мирних заходів» подав до Верховної Ради України уряд Юлії Тимошенко 6 травня 2008 року. Документ готували декілька років, він мав достатньо різні редакції. До внесення в парламент, на етапі підготування, проєкт проходив експертизу Венеційської комісії Ради Європи. Проте усі рекомендації правозахисних організацій і міжнародних експертів розробники відхилили. 3 червня 2009 року проєкт закону ухвалили в першому читанні. Він отримав значну кількість зауважень і критики, а також викликав багато протестів з боку правозахисників і інших представників громадськості. Після цього, документ був спрямований на повторну експертизу до Венеційської комісії Ради Європи, яка 14 грудня 2009 року оприлюднила свій висновок. Він також був негативним.
У лютому—травні 2010 року над законопроєктом працювала робоча група у Комітеті Верховної України ради з питань прав людини, національних меншин та міжнаціональних відносин. Склад цієї групи повністю не був відомий, проте до неї також входили й окремі представники громадянського суспільства.

## Причини
У березні—квітні 2010 року, після приходу до влади Віктора Януковича, в Україні відбувається погіршення стану свободи мирних зібрань. Правозахисники та активісти відзначили численні випадки спроб з боку державної влади забороняти протести, їхніх учасників переслідували правоохоронні органи, також відбувалися затримання та обшуки міліцією активістів і журналістів. Окрім того, у кінці травня в суспільстві зростає невдоволення міліцейським свавіллям загалом, через що майже одночасно виникає громадянська кампанія протестів «Ні поліцейській державі».
У середині травня 2010 року Комітет Верховної Ради України з питань прав людини, національних меншин і міжнаціональних відносин спрямував проєкт закону № 2450 на друге читання. У кінці травня опозиційні політики та активісти почали бити на сполох щодо затягування з оприлюдненням остаточного варіанту запропонованого комітетом проєкту закону. Згодом текст документу виклала в мережу інтернет Леся Оробець. Про офіційний підготовлений текст громадськість дізналася лише 3 червня після наполегливих звернень. У Верховній Раді України мали намір винести на голосування проєкт 17 червня. Жодного громадського обговорення проєкту закону не відбувалося. Українські громадські організації відзначили, що цей навіть покращений законопроєкт значно погіршує ситуацію із свободою мирних зібрань в Україні, порівнюючи із чинним станом.

## Хід подій

### 2010 рік
17 травня 2010 року на Майдані Незалежності в Києві активісти повели мовчазну акцію «Лента за лентою. Україно, мовчи!» Після заходу представники спецпідрозділу міліції «Беркут» намагалися затримати активістів і заборонити носити їм символіку України. Акцію провели у день приїзду до столиці Президента Російської Федерації Дмитра Медведєва на знак солідарності з росіянами, які борються за свободу мирних зібрань у Росії. Також активісти наголосили, що таким чином висловлюють протест проти заяви міністра МВС України Анатолія Могильова з вимогою не галасувати на мітингах і судової заборони проводити акції цього дня.
31 травня 2010 року в Києві під посольством Росії відбулося одночасно декілька акцій. Активісти висловили невдоволення запропонованим до ухвалення у другому читанні законопроєктом № 2450, а також системними порушеннями свободи мирних зібрань в Україні, які почали відбуватися останнім часом. Присутні порівнювали зміни, які мали би бути внесені до українського законодавства, зі змінами у російському законодавстві, внаслідок яких в Росії відбулось значне погіршення стану права на мирні зібрання. Акції відбулися саме 31 травня на знак солідарності з росіянами, чия влада перешкоджає мирним протестам в Росії. 31 числа кожного місяця, де існує така дата, в Росії відбуваються протести в рамках руху «Стратегія-31».
11 червня 2010 року у Львові відбулася акція «За межею» — проти законопроєкту № 2450. Активісти провели її на околиці міста у безлюдній промисловій зоні. За задумом організаторів, мітинг мав символізувати акцію протесту, проведену з дотриманням вимог пропонованого на ухвалення документа. Цього ж дня у місті відбувся круглий стіл з обговорення цього проєкту закону.
14 червня 2010 року у 24-х містах України відбулась всеукраїнська акція протесту «Вихід з демократії: пароль 2450» — проти ухвалення законопроєкту № 2450. Заходи пройшли в Івано-Франківську, Києві, Львові, Черкасах і інших обласних центрах України. У Києві після флешмобу на Майдані Незалежності активісти рушили пікетувати будівлю комітетів Верховної Ради України, де саме відбувалося засідання щодо законопроєкту № 2450. Активісти спробували заблокувати вхід до будівлі, внаслідок чого відбулася сутичка з міліцією. У результаті, цього дня погоджувальна рада ухвалила рішення перенести розгляд проєкту. Після проведення акції в Черкасах, активісти повідомили про тиск на них з боку МВС і СБУ. В Одесі суд заборонив акцію. Через декілька днів після проведення всеукраїнської акції заступник Голови Адміністрації Президента України Ганна Герман заявила, що президент Віктор Янукович не підпише законопроєкт № 2450, допоки в ньому не буде гарантій свободи мирних зібрань.
22 червня 2010 року в Києві на Майдані Незалежності активісти провели театралізовану прес-конференцію проти законопроєкту № 2450.
24 червня 2010 року в Києві відбулися комітетські слухання щодо законопроєкту № 2450. У засіданні брали участь представники громадськості, які висловились за відхилення проєкту, про що підписали відповідну резолюцію.
30 червня 2010 року Комітет Верховної Ради України з питань прав людини, національних меншин і міжнаціональних відносин напівтаємно провів засідання, де розглянув законопроєкт № 2450 і відхилив усі правки громадськості до нього.
5 липня 2010 року біля Погоджувальної ради депутатських фракцій Верховної Ради України відбулася театралізована акція «Влада намагається надути громадян», яку провели низка громадських організацій — з вимогою не спрямовувати законопроєкт № 2450 до Венеційської комісії без урахування позиції громадських і правозахисних організацій України.
13 липня 2010 року в Донецьку під місцевим відділенням Служби безпеки України активісти провели акцію на захист свободи зібрань і проти законопроєкту № 2450.
14 липня 2010 року голова Верховної Ради України Володимир Литвин спрямував законопроєкт № 2450 на експертизу до Венеційської комісії.
15—16 жовтня 2010 року Венеційська комісія ухвалила спільну думку щодо українського законопроєкту № 2450. 19 жовтня висновок був опублікований. У ньому комісія розкритикувала норми пропонованого документу.

### 2012 рік
15 березня 2012 року Верховна Рада України проголосувала за направлення законопроєкту № 2450 на повторне друге читання.
6 вересня 2012 року Верховна Рада України відклала розгляд законопроєкту № 2450.
12 грудня 2012 року, у перший день роботи нового 7-го скликання Верховної Ради України, законопроєкт перереєстрували під № 0918 без зміни назви «Про порядок організації і проведення мирних заходів».

### 2013 рік
4 липня 2013 року у Верховній Раді України зареєстрували новий законопроєкт № 2508а «Про свободу мирних зібрань», який згодом частина активістів назве «клоном» попередніх законопроєктів № 2450 та № 0918. Інша частина...

## Оцінки
За даними аналітичного центру «Агентство Стратегічних Досліджень», протести проти ухвалення законопроєкту № 2450 посіли п'яте місце у рейтингу молодіжних ініціатив 2010-го року.